# Idalus erythronota
Idalus erythronota là một loài bướm đêm thuộc phân họ Arctiinae, họ Erebidae.